# 7866 Sicoli
7866 Sicoli este un asteroid din centura principală, descoperit pe 13 octombrie 1982, de Edward Bowell.